# NGC 3629
NGC 3629 ist ein Balken-Spiralgalaxie vom Hubble-Typ SBc im Sternbild Löwe auf der Ekliptik. Sie ist schätzungsweise 66 Millionen Lichtjahre von der Milchstraße entfernt und hat einen Durchmesser von etwa 45.000 Lichtjahren.

Im selben Himmelsareal befinden sich u. a. die Galaxien NGC 3609 und NGC 3612.
Das Objekt wurde am 6. April 1785 von Wilhelm Herschel entdeckt.